# Varberg (comune)
Varberg (Varberg Kommun) è un comune svedese di 59 039 abitanti, situato nella contea di Halland, nella Svezia sudorientale. Il suo capoluogo è la cittadina omonima.
È stata formata nel 1971 attraverso l'unione della Città di Varberg con le circostanti municipalità rurali. Sono 25 le comunità locali include nel comune.
Circa 5 000 abitanti di questa municipalità sono pendolari, principalmente verso Göteborg e, 3 200 di questi, verso Falkenberg.

Mappa del comune di Varberg.

## Località
Nel territorio comunale sono comprese le seguenti aree urbane (tätort):
| #  | Località     | Popolazione |
| -- | ------------ | ----------- |
| 1  | Varberg      | 26 041      |
| 2  | Tvååker      | 2 390       |
| 3  | Veddige      | 2 192       |
| 4  | Träslövsläge | 1 985       |
| 5  | Bua          | 1 792       |
| 6  | Trönninge    | 847         |
| 7  | Skällinge    | 603         |
| 8  | Södra Näs    | 600         |
| 9  | Väröbacka    | 521         |
| 10 | Rolfstorp    | 502         |
| 11 | Tångaberg    | 445         |
| 12 | Åsby         | 429         |
| 13 | Kungsäter    | 360         |
| 14 | Tofta        | 350         |
| 15 | Himle        | 259         |
| 16 | Löftaskog    | 226         |

## Amministrazione

### Gemellaggi
Il comune è gemellato con:
- Karlovy Vary
- Uusikaupunki
- Haderslev
- Sandefjord
- Tartumaa